# Ricardo Alves Pereira
Ricardo Alves Pereira (* 8. August 1988 in Sinop), auch bekannt als Ricardinho, ist ein ehemaliger brasilianischer Fußballspieler.

## Karriere
Ricardinho begann seine Karriere 2005 beim Erstligisten Athletico Paranaense. 2007 wechselte er zum US-amerikanischen FC Dallas. 2010 wechselte er zum japanischen FC Tokyo. 2011 kehrte er nach Brasilien zurück und unterschrieb einen Vertrag beim Zweitligisten AA Ponte Preta. 2011 wurde er mit dem Verein Tabellendritter der zweiten Liga und stieg in die erste Liga auf. Danach spielte er beim Zweitligisten Athletico Paranaense, Figueirense FC, América Mineiro, Clube de Regatas Brasil und Londrina EC.